# ارنو نادی
اِرنو نادْیْ (مجاری: Nagy Ernő; ۲ اوت ۱۸۹۸ – ۸ دسامبر ۱۹۷۷) شمشیرباز اهل مجارستان بود.
وی در مسابقات کشوری و بین‌المللی در مجموع برندهٔ ۱ مدال طلا شده‌است.